# Distretto di Westland
Il distretto di Westland è un'autorità territoriale della Nuova Zelanda che si trova entro i confini della regione di West Coast, nell'Isola del Sud. La sede del Consiglio distrettuale si trova nella città di Hokitika.
Questo distretto è uno dei meno abitati dell'intera nazione; geograficamente occupa gran parte del territorio che si trova fra la catena montuosa delle Alpi meridionali e il mar di Tasman, a sud del distretto di Grey.

## Popolazione
L'unico centro abitato degno di nota è il capoluogo, Hokitika, nella parte settentrionale del Distretto. Esso conta poco più di 3 000 abitanti, cioè circa il 40% dell'intera popolazione del Distretto di Westland.
Fra il 1873 e il 1876 il distretto era una vera e propria regione della Nuova Zelanda, con i medesimi confini attuali. Gran parte del territorio è occupata dal Te Wahipounamu, un Patrimonio dell'umanità dell'UNESCO: si tratta dell'unione di quattro parchi nazionali, l'Aoraki/Mount Cook, il Fiordland, il Mount Aspiring e il Westland Tai Poutini.